# Beauchemin
Beauchemin település Franciaországban, Haute-Marne megyében. Lakosainak száma 111 fő (2022. január 1.). Beauchemin Faverolles, Humes-Jorquenay, Marac, Ormancey, Rolampont, Saint-Ciergues, Saint-Martin-lès-Langres és Chanoy községekkel határos.

## Népesség
A település népességének változása:
| Lakosok száma | 103  | 86   | 108  | 102  | 102  | 104  | 105  | 107  | 110  | 111  |
|               | 1968 | 1990 | 2006 | 2011 | 2015 | 2016 | 2018 | 2019 | 2021 | 2022 |